# The Patriot (2000)
The Patriot is een Amerikaanse oorlogs-dramafilm uit 2000 geregisseerd door Roland Emmerich naar een scenario van Robert Rodat. De productie werd genomineerd voor Academy Awards voor beste cinematografie, beste geluid en beste filmmuziek (van John Williams).

## Verhaal
Benjamin Martin (Mel Gibson) leeft met zijn zeven kinderen eindelijk een rustig leven nadat hij jarenlang gestreden heeft in de oorlog tussen de Engelsen en de Fransen over de controle van Noord-Amerikaanse kolonies. Toch begint de oorlog opnieuw en zijn zoon Gabriel (Heath Ledger) neemt deel. De ongenadige kolonel William Tavington (Jason Isaacs) neemt Gabriel gevangen en vermoordt diens broer Thomas (Gregory Smith). Benjamin ziet zich daarom gedwongen de wapens weer op te pakken en de oorlog weer in te stappen. Hij kiest de kant van de Amerikanen en begeeft zich in de Amerikaanse Onafhankelijkheidsstrijd. Als eerste gaat hij samen met twee van zijn zonen Gabriel bevrijden. Hij krijgt de opdracht om met Gabriel en Jean Villeneuve, een Franse officier, een leger op te bouwen waarmee hij guerrilla-aanvallen op de Britse troepen uitvoert, waardoor hij bij de Britten bekend wordt als "het spook".

## Rolverdeling
| Acteur                | Personage                    |
| --------------------- | ---------------------------- |
| Mel Gibson            | Benjamin Martin              |
| Heath Ledger          | Gabriel Martin               |
| Joely Richardson      | Charlotte Selton             |
| Jason Isaacs          | Kol. William Tavington       |
| Chris Cooper          | Kol. Harry Burwell           |
| Tchéky Karyo          | Jean Villeneuve              |
| Rene Auberjonois      | Pater Oliver                 |
| Lisa Brenner          | Anne Howard                  |
| Tom Wilkinson         | Gen. Lord Charles Cornwallis |
| Donal Logue           | Dan Scott                    |
| Adam Baldwin          | Capt. Wilkins                |
| Gregory Smith         | Thomas Martin                |
| Mika Boorem           | Margaret Martin              |
| Skye McCole Bartusiak | Susan Martin                 |
| Trevor Morgan         | Nathan Martin                |
| Bryan Chafin          | Samuel Martin                |
| Logan Lerman          | William Martin               |
| Jay Arlen Jones       | Occam                        |
| Joey D. Vieira        | Peter Howard                 |

## Historische fouten
The Patriot kreeg kritiek vanwege de vele historisch incorrecte scènes. Gibsons personage, Benjamin Martin, riep controverse op. Een van de inspiratiebronnen voor zijn personage was Francis Marion, een Amerikaan die zich inzette in de strijd tegen de Engelsen tijdens de Amerikaanse Onafhankelijkheidsoorlog, maar ook bekendstond als een slaveneigenaar, serieverkrachter en moordenaar van Indianen. Een andere inspiratiebron was Colonel Banastre Tarleton, die eveneens bekendstond om zijn brute strijdmethoden. In de film wordt de slavernij van zwarten ook amper vermeld en worden ze zelfs voorgesteld als "bedienden", wat eveneens voor ophef zorgde. Regisseur Spike Lee sprak zelfs van geschiedvervalsing. Ook worden de Amerikanen voorgesteld als de helden en de Engelsen als onmenselijke slechteriken. In één scène steken de Engelse troepen een kerk vol dorpelingen in brand en later vermoorden ze ook zonder medelijden krijgsgevangenen en gewonde soldaten. Deze brandstichtingsscène is niet gebaseerd op enige historische bronnen over de Amerikaanse Onafhankelijkheidsoorlog.